# Marielle Thompson
Pour les articles homonymes, voir Thompson.
Marielle Thompson, née le 15 juin 1992 à North Vancouver, est une skieuse acrobatique canadienne spécialiste du ski cross. Elle devient championne olympique de ski cross lors des épreuves de ski acrobatique des Jeux olympiques d'hiver 2014 à Sotchi. Elle remporte le classement de la coupe du monde de la spécialité en 2011-2012, 2013-2014 et 2016-2017.

## Carrière
Elle a débuté en Coupe du monde en décembre 2010 et remporte sa première victoire le 3 février 2012 à Blue Mountain.
Aux Championnats du monde 2013, elle devient vice-championne du monde de skicross derrière la Suissesse Fanny Smith à Voss (Norvège).
Le 21 février 2014, lors des Jeux olympiques de Sochi, elle gagne sa première médaille d'or olympique.
Le 26 janvier 2016, lors des X Games, elle termina au deuxième rang derrière sa compatriote Kelsey Serwa.
Une chute lors d'un entraînement en Suisse en octobre 2017 lui occasionne une rupture des ligaments croisé antérieur et collatéral interne. De retour à la compétition pour les Jeux olympiques de Pyeongchang, elle termine en tête de la phase de qualification, devant Kelsey Serwa et Brittany Phelan, avant d'être éliminé en huitièmes de finales.
Elle renoue avec les podiums lors de la coupe du monde 2018-2019. Lors de cette saison, elle remporte le titre mondial, s'imposant lors des mondiaux à Deer Valley aux États-Unis, devant a Suissesse Fanny Smith  et la Française Alizée Baron
. Elle remporte ensuite la victoire lors d'une épreuve de coupe du monde à Veysonnaz, place qui lui permet de terminer troisième du classement général de la discipline remporté par Fanny Smith.
Lors de la coupe du monde 2019-2020, elle remporte trois succès, à Montafon, Arosa et Megève, terminant troisième du classement de la discipline derrière Sandra Näslund et Fanny Smith.

## Palmarès

### Jeux olympiques d'hiver
| Épreuve / Édition   | Ski cross                          |
| JO 2014 Sotchi      | Médaille d'or, Jeux olympiques     |
| JO 2018 Pyeongchang | 17e                                |
| JO 2022 Pékin       | Médaille d'argent, Jeux olympiques |

### Championnats du monde
| Épreuve / Édition   | Deer Valley 2011                 | Voss/Oslo 2013                   | Kreischberg 2015                 | Sierra Nevada 2017               | Deer Valley 2019                 | Idre Fjäll 2021                  | Bakuriani 2023 |
| Skicross            | 15e                              | Argent                           | 8e                               | 5e                               | Or                               | 11e                              | 4e             |
| Skicross par équipe | Épreuve inexistante à cette date | Épreuve inexistante à cette date | Épreuve inexistante à cette date | Épreuve inexistante à cette date | Épreuve inexistante à cette date | Épreuve inexistante à cette date | Argent         |

### Coupe du monde
- Meilleur classement général : 3e en 2012 et 2017.
- 1 gros globe de cristal :
  - Vainqueur du classement skicross en 2024.
- 3 petits globe de cristal :
  - Vainqueur du classement skicross en 2012, 2014 et 2017.
- 72 podiums dont 36 victoires.

| Année/Classement | Année/Classement | Général | Général | Cross  | Cross  |
| Année/Classement | Année/Classement | Class.  | Points  | Class. | Points |
| ---------------- | ---------------- | ------- | ------- | ------ | ------ |
| 2011             | 2011             | 50e     | 17      | 16e    | 192    |
| 2012             | 2012             | 3e      | 59      | 1re    | 590    |
| 2013             | 2013             | 36e     | 30      | 7e     | 302    |
| 2014             | 2014             | 4e      | 69      | 1re    | 755    |
| 2015             | 2015             | 34e     | 27,27   | 8e     | 300    |
| 2016             | 2016             | 6e      | 61,42   | 2e     | 737    |
| 2017             | 2017             | 3e      | 74,23   | 1re    | 965    |
| 2019             | 2019             | 8e      | 59,64   | 3e     | 656    |
| 2020             | 2020             | 6e      | 64,45   | 3e     | 709    |

| Season  | Date             | Location                  | Discipline | Place |
| ------- | ---------------- | ------------------------- | ---------- | ----- |
| 2010-11 | 17 décembre 2011 | Innichen, Italie          | Ski Cross  | 3e    |
| 2010-11 | 11 janvier 2012  | Alpe d'Huez, France       | Ski Cross  | 2e    |
| 2010-11 | 19 janvier 2012  | Blue Mountain, Canada     | Ski Cross  | 1re   |
| 2010-11 | 26 février 2012  | Bischofswiesen, Allemagne | Ski Cross  | 3e    |
| 2010-11 | 3 mars 2012      | Branäs, Suède             | Ski Cross  | 1re   |
| 2010-11 | 10 mars 2012     | Grindelwald, Suisse       | Ski Cross  | 1re   |
| 2012-13 | 19 février 2013  | Sochi, Russie             | Ski Cross  | 2e    |
| 2012-13 | 17 mars 2013     | Åre, Suède                | Ski Cross  | 2e    |
| 2013-14 | 7 décembre 2013  | Nakiska, Canada           | Ski Cross  | 1re   |
| 2013-14 | 22 décembre 2013 | Innichen, Italie          | Ski Cross  | 2e    |
| 2013-14 | 17 janvier 2014  | Val Thorens, France       | Ski Cross  | 1re   |
| 2013-14 | 25 janvier 2014  | Kreischberg, Autriche     | Ski Cross  | 3e    |
| 2013-14 | 15 mars 2014     | Åre, Suède                | Ski Cross  | 2e    |
| 2013-14 | 23 mars 2014     | La Plagne, France         | Ski Cross  | 1re   |
| 2014-15 | 6 décembre 2014  | Nakiska, Canada           | Ski Cross  | 1re   |
| 2014-15 | 9 janvier 2015   | Val Thorens, France       | Ski Cross  | 1re   |
| 2014-15 | 10 janvier 2015  | Val Thorens, France       | Ski Cross  | 1re   |
| 2015-16 | 5 décembre 2015  | Montafon, Autriche        | Ski Cross  | 1re   |
| 2015-16 | 17 janvier 2016  | Watles, Italie            | Ski Cross  | 1re   |
| 2015-16 | 23 janvier 2016  | Nakiska, Canada           | Ski Cross  | 1re   |
| 2015-16 | 13 février 2016  | Idre Fjäll, Suède         | Ski Cross  | 2e    |
| 2015-16 | 14 février 2016  | Idre Fjäll, Suède         | Ski Cross  | 1re   |
| 2015-16 | 4 mars 2016      | Arosa, Suisse             | Ski Cross  | 2e    |
| 2016-17 | 9 décembre 2016  | Val Thorens, France       | Ski Cross  | 1re   |
| 2016-17 | 12 décembre 2016 | Arosa, Suisse             | Ski Cross  | 1re   |
| 2016-17 | 17 décembre 2016 | Montafon, Autriche        | Ski Cross  | 1re   |
| 2016-17 | 21 décembre 2016 | Innichen, Italie          | Ski Cross  | 2e    |
| 2016-17 | 15 janvier 2017  | Watles, Italie            | Ski Cross  | 1re   |
| 2016-17 | 12 février 2017  | Idre Fjäll, Suède         | Ski Cross  | 1re   |
| 2016-17 | 25 février 2017  | Sunny Valley, Russie      | Ski Cross  | 1re   |
| 2016-17 | 5 mars 2017      | Blue Mountain, Canada     | Ski Cross  | 1re   |
| 2018-19 | 17 décembre 2018 | Arosa                     | Ski Cross  | 3e    |
| 2018-19 | 22 décembre 2018 | Innichen                  | Ski Cross  | 2e    |
| 2018-19 | 19 janvier 2019  | Idre Fjäll                | Ski Cross  | 2e    |
| 2018-19 | 26 janvier 2019  | Blue montain              | Ski Cross  | 2e    |
| 2018-19 | 17 mars 2019     | Veysonnaz                 | Ski Cross  | 1re   |
| 2019-20 | 14 décembre 2019 | Montafon                  | Ski Cross  | 1re   |
| 2019-20 | 17 décembre 2019 | Arosa                     | Ski Cross  | 1re   |
| 2019-20 | 2 décembre 2019  | Innichen                  | Ski Cross  | 2e    |
| 2019-20 | 26 janvier 2020  | Idre Fjäll                | Ski Cross  | 3e    |
| 2019-20 | 1er février 2020 | Megeve                    | Ski Cross  | 1re   |
| 2020-21 | 18 décembre 2020 | Arosa                     | Ski Cross  | 2e    |
| 2020-21 | 20 décembre 2020 | Val Thorens               | Ski Cross  | 3e    |
| 2020-21 | 21 décembre 2020 | Val Thorens               | Ski Cross  | 3e    |
| 2020-21 | 20 janvier 2021  | Idre Fjäll                | Ski Cross  | 2e    |
| 2020-21 | 24 janvier 2021  | Idre Fjäll                | Ski Cross  | 3e    |
| 2021-22 | 14 décembre 2021 | Arosa                     | Ski Cross  | 1re   |
| 2021-22 | 20 décembre 2021 | Innichen                  | Ski Cross  | 3e    |
| 2021-22 | 15 janvier 2022  | Nakiska                   | Ski Cross  | 2e    |
| 2021-22 | 13 mars 2022     | Reiteralm                 | Ski Cross  | 2e    |
| 2021-22 | 19 mars 2022     | Veysonnaz                 | Ski Cross  | 2e    |
| 2022-23 | 8 décembre 2022  | Val Thorens               | Ski Cross  | 2e    |
| 2022-23 | 14 décembre 2022 | Arosa                     | Ski Cross  | 2e    |
| 2022-23 | 21 décembre 2022 | Innichen                  | Ski Cross  | 3e    |
| 2022-23 | 22 janvier 2023  | Idre Fjäll                | Ski Cross  | 3e    |
| 2022-23 | 18 février 2023  | Reiteralm                 | Ski Cross  | 2e    |
| 2022-23 | 17 mars 2023     | Craigleith                | Ski Cross  | 3e    |
| 2022-23 | 18 mars 2023     | Craigleith                | Ski Cross  | 2e    |
| 2023-24 | 12 décembre 2023 | Arosa                     | Ski Cross  | 2e    |
| 2023-24 | 20 janvier 2024  | Nakiska                   | Ski Cross  | 2e    |
| 2023-24 | 28 janvier 2024  | Saint-Moritz              | Ski Cross  | 1re   |
| 2023-24 | 3 février 2024   | Alleghe                   | Ski Cross  | 1re   |
| 2023-24 | 10 février 2024  | Bakouriani                | Ski Cross  | 1re   |
| 2023-24 | 11 février 2024  | Bakouriani                | Ski Cross  | 1re   |
| 2023-24 | 16 mars 2024     | Veysonnaz                 | Ski Cross  | 1re   |
| 2023-24 | 23 mars 2024     | Idre Fjäll                | Ski Cross  | 1re   |
| 2024-25 | 12 décembre 2024 | Val Thorens               | Ski Cross  | 1re   |
| 2024-25 | 13 décembre 2024 | Val Thorens               | Ski Cross  | 3e    |
| 2024-25 | 17 décembre 2024 | Arosa                     | Ski Cross  | 1re   |
| 2024-25 | 1er février 2025 | Veysonnaz                 | Ski Cross  | 1re   |
| 2024-25 | 2 février 2025   | Veysonnaz                 | Ski Cross  | 1re   |
| 2024-25 | 8 février 2025   | Val di Fassa              | Ski Cross  | 1re   |

### Championnats du monde juniors
- Médaille d'or en 2013 à Chiesa in Valmalenco.